# Sint Nicolaas-Zuid Other
Sint Nicolaas-Zuid Other, San Nicolas-South Other – strefa (zone) w regionie Sint Nicolaas-Zuid w południowej części kraju autonomicznego Aruba, należącego do Holandii, w Ameryce Południowej. 1 stycznia 2020 r. był aniezamieszkana.  

## Podział administracyjny
W skład strefy nie wchodzi żadna.